# 佩爾霍河

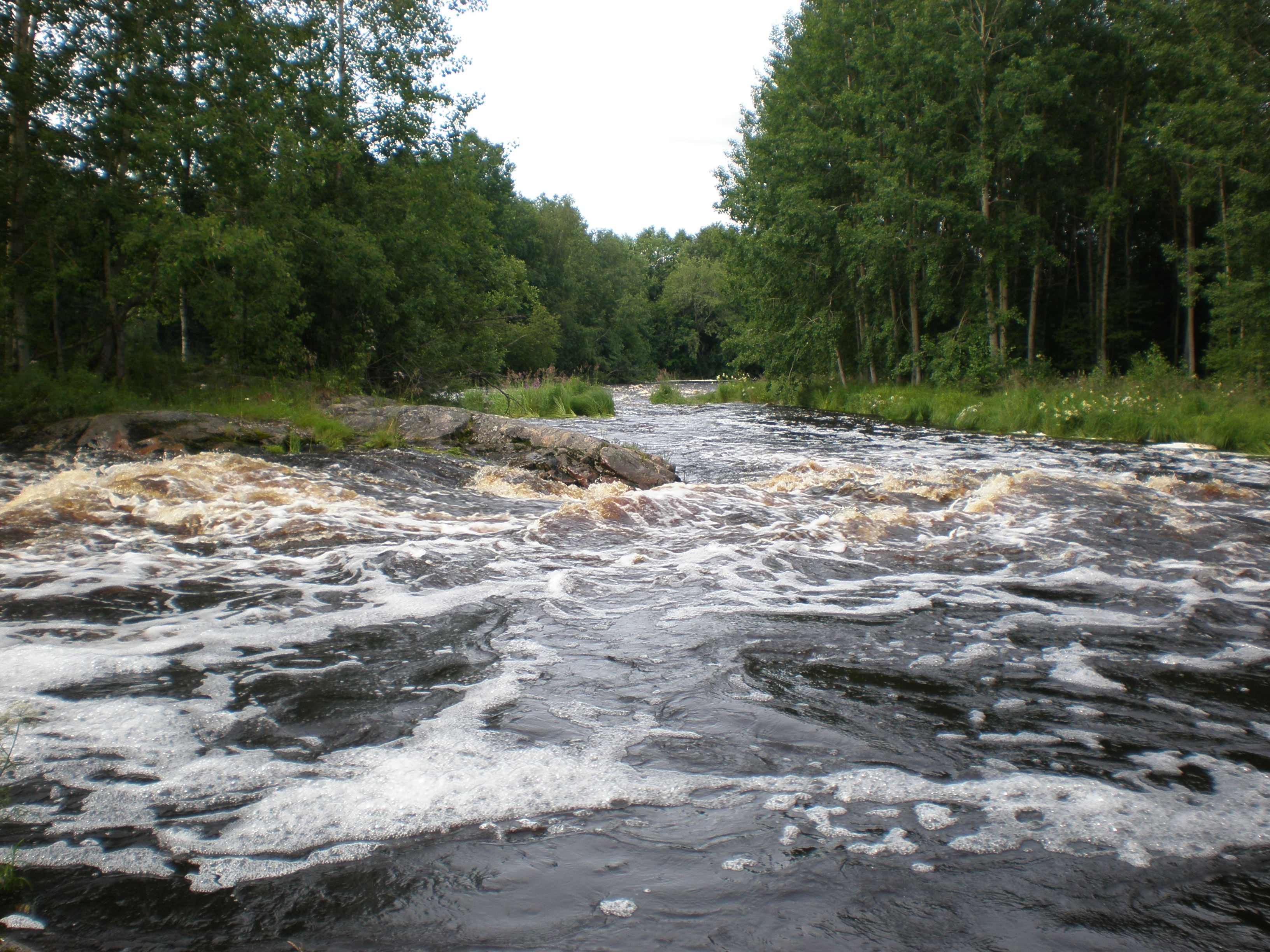
河道上的急流

佩爾霍河（芬蘭語：Perhonjoki）是芬蘭中波赫扬马区的河流，最終注入波的尼亞灣，河道全長114公里，流域面積2,550平方公里，其中農地和沼澤分別佔一成和四成。